# Sulak (Fluss)
Der Sulak (russisch Сула́к) ist ein 144 Kilometer langer Zufluss des Kaspischen Meeres im Nordostkaukasus (Russland).

## Verlauf
Der Sulak entsteht in den nordöstlichen Ausläufern des Großen Kaukasus in 355 m Höhe aus dem Andijskoje Koisu von links (Länge 144 km, ohne seine zwei kurzen Quellflüsse) und dem Awarskoje Koisu (178 km) von rechts. Die Gesamtlänge mit Letzterem beträgt somit 322 Kilometer. In den (russischen) Namen der Quellflüsse spiegelt die hauptsächliche Besiedlung der durchflossenen Gebiete durch verschiedene nordostkaukasische Völker wider, die andischen Völker und die Awaren.
Nach dem Zusammenfluss durchfließt der Sulak auf etwa 20 Kilometern den bis über 1500 Meter tiefen Sulak-Hauptcanyon, dessen Wände sich stellenweise bis zu 800 Meter fast senkrecht über den Fluss erheben, und die Achetlinskoje-Schlucht. Der ehemals in diesem Bereich reißende Fluss liegt heute jedoch im Rückstaubereich der Tschirkei-Talsperre. Nach der Talweitung um Tschirkei, die vom genannten Stausee eingenommen wird, folgt der noch knapp 1000 Meter tiefe Kleine Sulak-Canyon, bevor der Fluss bei der Stadt Kisiljurt die Ebene des Kaukasusvorlandes erreicht.
In diesem intensiv landwirtschaftlich genutzten Gebiet wendet sich der Sulak bald aus der bislang nördlichen in östliche Richtung, mäandriert und bildet hier in einem weiten, terrassierten Tal Flussarme, bis er schließlich unweit der nach ihm benannten Siedlung städtischen Typs Sulak in das Kaspische Meer mündet.
Außer seinen Quellflüssen hat der Sulak keine bedeutenden natürliche Nebenflüsse. Die beiden Flüsse Aktasch und Aksai werden über Kanäle dem Sulak zugeleitet. Der Sulak durchfließt in seinem gesamten Verlauf das Territorium der Republik Dagestan.

## Hydrographie
Das Einzugsgebiet des Sulak umfasst 15.200 km². Der Fluss ist in Mündungsnähe gut 200 Meter breit und über zwei Meter tief; die Fließgeschwindigkeit beträgt hier 1,0 m/s.
Die mittlere Wasserführung beträgt im Mittellauf, 123 Kilometer oberhalb der Mündung, 176 m³/s. Der Fluss wird vorwiegend von Schmelzwasser aus den Hochlagen des Kaukasus gespeist, sodass er von April bis September Hochwasser mit einem Maximum im Juni bis Juli führt. In dieser Zeit kann die Schwebstoffkonzentration mit 45 kg/m³ das Einhundertfache des Durchschnittswertes erreichen.

## Wirtschaft und Infrastruktur
Der Sulak ist nicht schiffbar.
Sein Wasser wird jedoch intensiv zur Bewässerung und Wasserversorgung etwa der Republikhauptstadt Machatschkala und des nahe gelegenen Kaspijsk genutzt, wozu zwischen 1921 und 1923 der Oktoberrevolutions-Kanal (канал им. Октябрьской Революции/kanal im. Oktjabrskoi Rewoljuzii) als erstes großes Bauprojekt der neu gegründeten Dagestanischen ASSR entstand. Der 70 Kilometer lange Kanal verbindet den Sulak bei der heutigen Stadt Kisiljurt mit Machatschkala und wurde später von Rohrleitungen, u. a. ausgehend vom Miatli-Stausee, ergänzt.
Der Fluss spielt eine bedeutende Rolle für die Elektroenergieversorgung Dagestans und der umliegenden Regionen. Die Dagestanische Filiale von RusHydro betreibt am Sulak und seinen Quellflüssen eine Kaskade von Wasserkraftwerken:
| Name         | Leistung (MW) | Mauer-/ Dammhöhe (m) | Bauzeit   |
| ------------ | ------------- | -------------------- | --------- |
| Gunib*       | 15            | 73                   | 1995–2005 |
| Gergebil*    | 17,8          | 70                   | 1930–1956 |
| Tschirkei    | 1000          | 233                  | 1964–1977 |
| Miatli       | 220           | 80                   | 1975–1987 |
| Tschirjurt 1 | 72            | 37,5                 | 1954–1961 |
| Tschirjurt 2 | 9             | –                    | 1959–1964 |
| Bawtugai**   | 0,6           | –                    | um 2000   |
| Gelbach      | 44            | –                    | 2004–2007 |

Anmerkungen: sortiert nach Reihenfolge flussabwärts; * am Karakoisu, Nebenfluss des Awarskoje Koisu; ** experimentelles Kleinkraftwerk
Stand 2008 ist der Bau weiterer zehn Wasserkraftwerke an den Quellflüssen Andijskoje Koisu (Agwali, Zumada, Botlich, Incho, Tantari), Awarskoje Koisu (Awarskaja, Sowetskaja 1 und 2) und Karakoisu (Magar, Kurmi) geplant oder projektiert.